# Saint Sébastien (Le Pérugin, Paris)
Pour les articles homonymes, voir Saint Sébastien (homonymie).

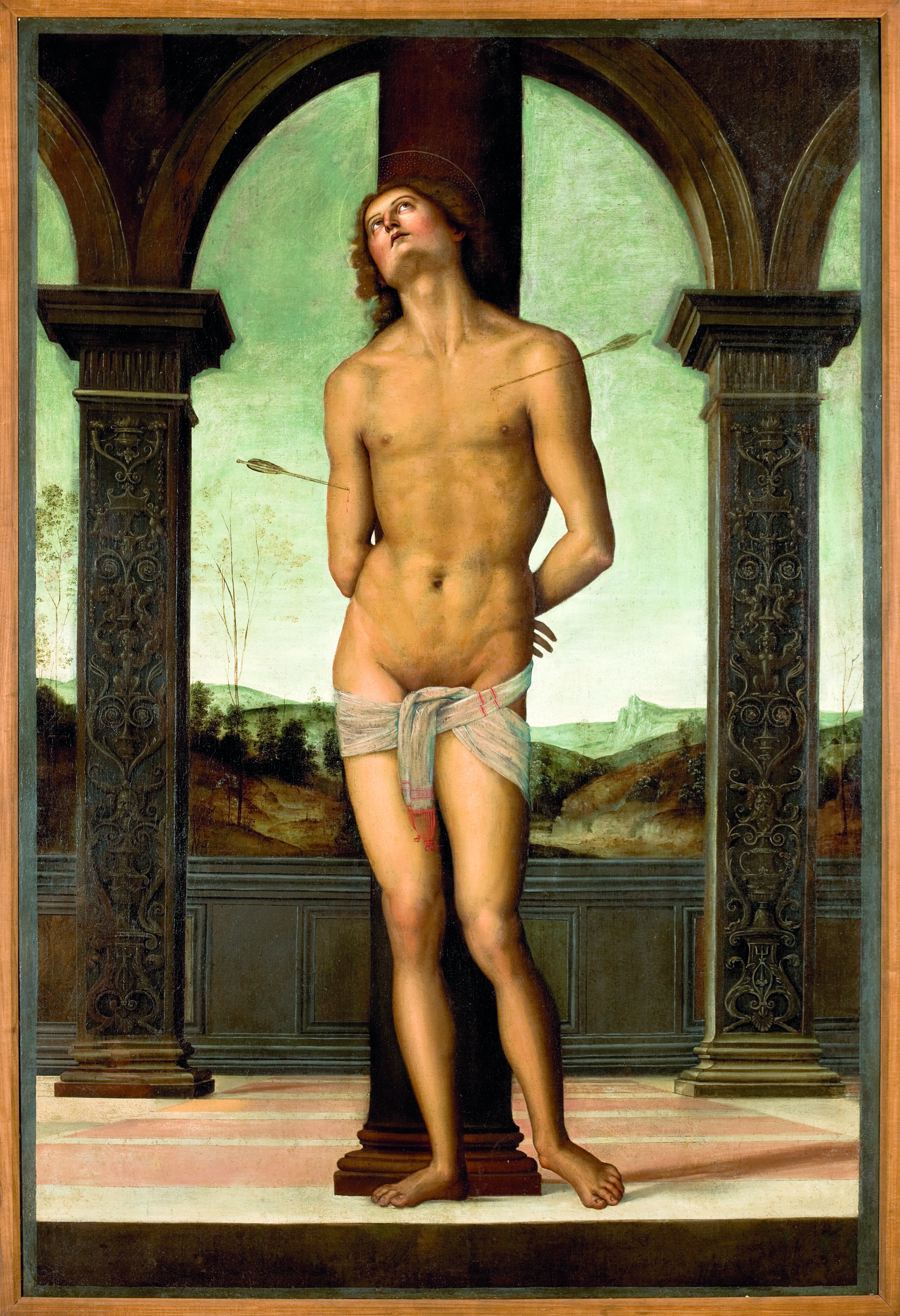
Saint Sébastien, Musée d'Art de São Paulo

Saint Sébastien  (en italien : San Sebastiano) est une peinture religieuse,  du Pérugin, datant de 1495 environ. Conservé au musée du Louvre, elle est exposée dans la Grande galerie du Louvre-Lens entre 2012 et 2017.

## Histoire
Le tableau est probablement celui relevé lors de l'inventaire de la collection Barberini à Rome au XVIIe siècle.
Cette collection a été dispersée et de nombreuses pièces exportées au cours du XIXe siècle. Le «Saint Sébastien  »  a été acheté par Le Louvre en 1896.
Il existe une version pratiquement identique conservée au Musée d'Art de São Paulo au Brésil à laquelle il ne manque que l'inscription et les architectures en ruine. Cette version est généralement considérée comme une copie autographe que l'artiste aurait réalisé une dizaine d'années plus tard.

## Thème
Le thème représenté est selon l'Iconographie chrétienne le martyre de saint Sébastien, un saint romain, qui aurait été tué lors des persécutions de Dioclétien au début du IVe siècle. Il est souvent représenté dans les arts, attaché à un poteau ou à une colonne, le corps transpercé de flèches. Ce thème a été souvent traité par Le Pérugin et son entourage ainsi que par de nombreux peintres.

## Description
Le saint est représenté au premier plan, la tête renversée, les yeux au ciel, vêtu uniquement d'un périzonium, les mains plaquées derrière le dos, devant une colonne de couleur grenat ; il a reçu deux flèches, une au bras droit, une au côté gauche ; il est  auréolé d'un disque fin doré ;  le tout  est inscrit sous une terrasse classique, avec en arrière-plan une suite d'arcs monumentaux inspirés de l'Antiquité dotés de piliers carrés décorés de grotesques et de chapiteaux en saillie. Un pavement perspectif à dalles carrées dépasse la dernière rangée de colonnes et converge vers une balustrade à panneaux de marbre chiqueté. 
En arrière plan, au-delà des arcs, le paysage (typique du style du Pérugin) s'étale  avec une série de monts et collines pointillées d'arbrisseaux qui se dégrade dans le lointain selon les règles de la perspective atmosphérique.
Sur le bas, sur la tranche du sol, le tableau comporte l'inscription   « SAGITTAE. TUAE.INFIXAE. SUNT. MICHI »  (« Tes flèches se sont abattues sur moi »), (Psaume 37 selon la numérotation grecque).

## Analyse
Le Pérugin a recours avec assurance à ce schéma de puissant équilibre, par une composition fortement symétrique, selon un schéma bien rodé par l'artiste, apparu pour la première fois dans la fresque Saint Sébastien entre les saints Roch et Pierre à Cerqueto, près de Pérouse. Une attention particulière est accordée aux éléments de décoration.
Les renvois à la ruine de l'édifice (une voûte et un pilier endommagés sur la gauche) rappellent la fin du monde païen dans lequel la scène est idéalement située.
Saint Sébastien est représenté de façon conventionnelle, le corps mi-nu, dans une élégante pose en léger contrapposto, inspirée des statues antiques comme le Doryphore de Polyclète. 
Le dessin est clair et bien défini, les lignes liantes, la composition sereine et plaisante. Les figures possèdent une idéalisation parfaite. Elles ne sont pas issues de l'étude du naturel mais plutôt de l'esthétique des développements artistiques du XVIe siècle.